# Sfisef (distrito)
Sfisef é um distrito localizado na província de Sidi Bel Abbès, Argélia.[carece de fontes?] Sua capital é a cidade de mesmo nome.

## Comunas
O distrito está dividido em quatro comunas:
- Sfisef
- M'Cid
- Ain Adden
- Boudjebaa El Bordj